# Ultimate Shaggy Collection
Ultimate Shaggy Collection è il primo greatest hits del cantante giamaicano Shaggy, pubblicato nel 1999.

## Tracce
1. True Dat
2. Luv Me Luv Me
3. The Reggae Virus
4. That Girl
5. In the Summertime
6. Boombastic (Sting Remix)
7. Oh Carolina
8. Big Up
9. Nice and Lovely
10. Why You Treat Me So Bad
11. Hot Gal
12. Piece of My Heart
13. Train Is Coming
14. Something Different (Hip Hop Remix)
15. Perfect Song
16. Think Ah So It Go